# Gran divergencia

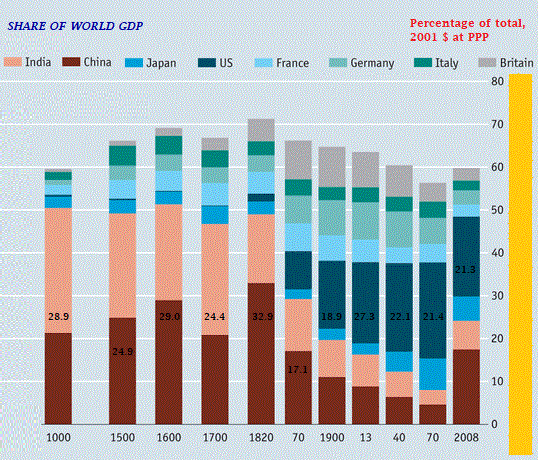
Estimaciones sobre la renta per cápita en paridad de poder adquistivo en 1990 (en dólares) para algunos países europeos y asiáticos entre 1500 y 1950, indicando un gran incremento de las naciones europeas en relación con Japón, China e India después de 1800.

La gran divergencia, o divergencia en el desarrollo técnico y/o económico entre Occidente y Oriente, es un término acuñado por Samuel Huntington que se refiere al periodo –que comienza en el siglo XVIII, tiene su esplendor en el siglo XIX y buena parte del siglo XX- de dominación occidental. También se conoce como "milagro europeo" según el término acuñado por el historiador de economía Eric Jones en 1981. El término es utilizado por Kenneth Pomeranz en su libro de 2000 The Great Divergence: China, Europe, and the Making of the Modern World Economy.
La teoría sobre el "milagro europeo" se refiere al proceso por el cual el mundo occidental (Europa inicialmente, seguida por América del Norte) creció y se convirtió en dominante técnica, económica, política y militarmente a nivel mundial, eclipsando a las sociedades premodernas orientales que hasta entonces habían sido regionalmente hegemónicas, como la China de los Qing, el Imperio Mogol de la India, la Corea de los Joseon, el Japón de los Tokugawa o el Imperio otomano.

## Terminología y definición
El término "gran divergencia" fue acuñado por Samuel Huntington en 1996 y utilizado por Kenneth Pomeranz en su libro del año 2000 The Great Divergence: China, Europe, and the Making of the Modern World Economy. El mismo fenómeno fue tratado por el historiador Eric Jones, en su libro de 1971 The European Miracle: Environments, Economies and Geopolitics in the History of Europe and Asia quien popularizó el término Milagro europeo (European Miracle).

## Causas de la gran divergencia entre Occidente y Oriente
Según los autores que defienden esta teoría, este proceso de gran divergencia entre Occidente y Oriente (más bien entre Europa y China) tendría su origen en el descubrimiento de América, la Ilustración, el desarrollo de la ciencia y la era de la razón y fue acompañado y reforzado por el imperialismo colonial, la revolución comercial y la Revolución Industrial. Además de estas razones existen, por parte de los investigadores, una gran variedad de teorías para explicar por qué la Gran Divergencia tuvo lugar, incluyendo la intervención del gobierno, la geografía y las tradiciones consuetudinarias.
Antes de la Gran Divergencia, el mundo considerado más desarrollado y adelantado técnica y económicamente, podía incluir, en distinta medida, a Asia, Europa Occidental, el subcontinente indio y Medio Oriente. En cada una de estas áreas centrales, las diferentes instituciones políticas y culturales permitieron distintos grados de desarrollo. China, Europa Occidental y Japón se había desarrollado a un nivel relativamente alto aunque comenzaron a sufrir restricciones energéticas y escasez de tierras, mientras que India aún poseía grandes cantidades de recursos no utilizados. Se defiende que los cambios técnicos y políticos fueron claves para el desarrollo occidental.

### Avances tecnológicos
Los avances tecnológicos, tales como el ferrocarril, el barco de vapor, la minería  y los avances y mecanización de ciertas tareas en agricultura permitieron un desarrollo superior en Occidente respecto a Oriente durante dicha época (siglos XVIII, XIX y hasta mediados del XX). 
Para Pomeranz, el uso del carbón como sustituto de la madera se considera clave. Aunque China había utilizado el carbón durante la dinastía Song y la dinastía Ming, su uso se redujo debido al traslado de la industria china hacia el sur del país, a causa de la destrucción de los mongoles y las invasiones Jurchen entre 1100 y 1400. El sur de China estaba muy alejado de los yacimientos de carbón más importantes. El Occidente también tenía la ventaja de una mayor cantidad de materias primas y un mercado de comercio importante. China y Asia han participado en el comercio, pero la colonización llevó una clara ventaja a Occidente

### Dominio militar europeo
Thomas Piketty señala en su libro de 2021 'Una breve historia de la igualdad, mencionando a Kenneth Pomeranz, que el dominio militar fue decisivo para la Gran Divergencia y la causa de ese dominio fue la guerra casi constante entre 1500 y 1800 entre los países europeos, sobre todo mantenida por Francia y Reino Unido, y aunque acumularon considerables deudas públicas, esa circunstancia les obligó a crear una capacidad fiscal, financiera y militar extraordinaria que resultó decisiva frente a los estados chino y otomano.